# الروينة (حزم العدين)

تعديل مصدري - تعديل

الروينة محلة تابعة لقرية الجبل، التابعة لعزلة الابعون بمديرية حزم العدين إحدى مديريات محافظة إب في الجمهورية اليمنية، بلغ تعداد سكانها 94 نسمة حسب تعداد اليمن لعام 2004.